# Будівництво 258 і ВТТ
Будівництво 258 і ВТТ — підрозділ системи виправно-трудових установ ГУЛАГ.
Час існування: організовано між 17.03.49 і 06.04.49 (перейменовано з Будівництва 496 і ВТТ);

закрите 29.04.53.

## Підпорядкування і дислокація
- ГУЛПС з моменту організації,
- ГУЛАГ МЮ з 02.04.53.

Дислокація: м.Ленінград

## Виконувані роботи
- будівництво заводу 496,
- будівельно - монтажні роботи по Таллінському заводі «Двигун» (до 07.05.51) і комб. № 7 (Завод зі збагачення урану в Сілламяе),
- будівництво Онезького гідролізного заводу (до 08.10.51),
- будівництво «радгоспів» № 1, 9 та 10 (ст. Боровичі, ст. Андреаполь Калінінської залізниці, ст. Череповець) з 06.10.51,
- обслуговування гравійного кар'єру на ст. Вайвара Естонської залізниці (до 13.07.50) і цегельних заводів «Червоний цегельник» і «Азері»,
- будівництво дач для наукових та інженерно - технічних працівників в Комарово,
- лісорозробки в р-ні Медвеж'єгорська

## Чисельність з/к
- 01.01.50 — 8453,
- 01.01.51 — 10 535,
- 01.01.52 — 63503,
- 01.01.53 — 3713;
- 15.04.53 — 2004